# 日野・A09Cエンジン

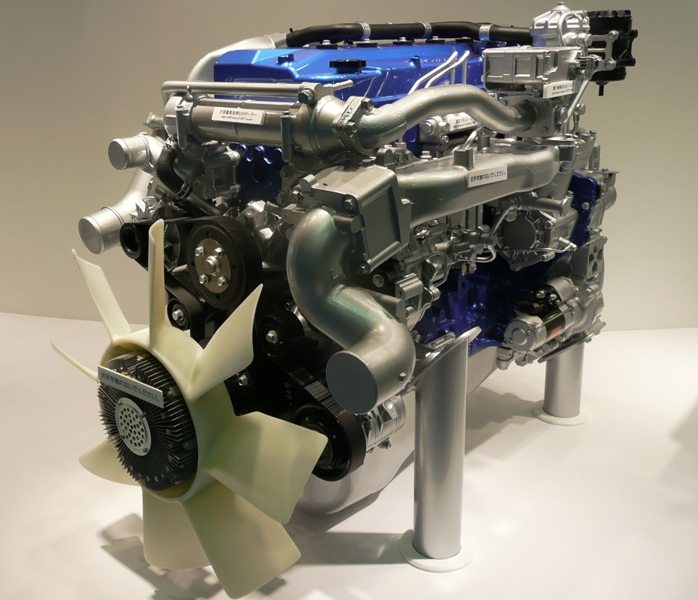
A09C

A09Cエンジンは、日野自動車が製造するディーゼルエンジンである。同社の大型トラック「プロフィア」（SS以外）、大型観光バス「セレガ」（QRG車〈360PS〉並びにハイブリッド車）、梯子付消防車「MH-II 」（BDG車以降〈360PS〉）並びにいすゞ自動車の大型観光バス「ガーラ」（QRG車〈360PS〉）、連節バスであるブルーリボン ハイブリッド 連節バス並びにエルガデュオに搭載されている。

## 概要
2007年にP11Cの後継として登場。
- 内径112mm×行程150mmの直列6気筒（排気量8,866cc）、SOHC24バルブ（1気筒あたり4バルブ）式である。
- 可変ノズルターボ（A09C-VAエンジンは2段過給ターボ[1]）、クールドEGR、DPR、コモンレール燃料噴射システムなどを採用し、平成17年排出ガス規制以後の自動車排出ガス規制に適合している。
- E13Cよりコンパクトなため、キャブ位置の低い車型やショートキャブ仕様のセミトラクタへの搭載にも対応している。

2022年3月、排気ガス性能の劣化耐久性試験においてデータ不正が発覚し、出荷を停止した。1951年の道路運送車両法施行後初の型式指定の取り消しとなった。

## ラインアップ
すべてインタークーラーターボ付きである。A09C-1M系は電動機との併用によるハイブリッド方式である。
| 分類             | 最高出力（ネット値） ［kW (PS) / rpm］ | 最大トルク（ネット値） ［N·m (kgf·m) / rpm］ | 搭載車種                                                                                 | 製造期間    | 備考 |
| ---------------- | -------------------------------------- | -------------------------------------------- | ---------------------------------------------------------------------------------------- | ----------- | ---- |
| A09C〈AT-I〉     | 221(300)/1800                          | 1177(120)/1100                               | FH GN                                                                                    | 2007-       |      |
| A09C〈AT-II〉    | 235(320)/1800                          | 1569(160)/1100                               | FH FN（フルトラクタ除く） FR FS（ダンプ・ミキサーのみ）                                  | 2007-2017   |      |
| A09C〈AT-III〉   | 243(330)/1800                          | 1569(160)/1100                               | FH FS（ダンプ・ミキサー・タンクローリー） FR（ダンプ・ミキサーのみ）                     | 2007-2010年 |      |
| A09C〈AT-IV〉    | 257(350)/1800                          | 1569(160)/1100                               | FQ FN（フルトラクタ除く） GN FW FR FS（フルトラクタ除く） SH                             | 2007-2011年 |      |
| A09C-1M〈AT-VI〉 | 257(350)/1800                          | 1569(160)/1100                               | RU（平成17年排出ガス規制適合車）                                                         | 2008-2010年 |      |
| A09C〈AT-VIII〉  | 265(360)/1800                          | 1569(160)/1100-1600                          | FQ FW FR（カーゴのみ） FS（フルトラクタ除く） SH RU（平成21年排出ガス規制適合車<QRG車>） | 2011-       |      |
| A09C-UU〈AT-IX〉 | 235(320)/1700２                        | 1569(160)/1100-1600                          | FH FQ FN FS（ダンプ・ミキサーのみ） FR                                                   | 2017-       |      |
| A09C-VA〈AT-X〉  | 279(380)/1700                          | 1765(180)/1100-1400                          | FS（フルトラクタ除く） FR FW（フルトラクタ除く）                                         | 2017-       |      |